# Jango Fett
Pour les articles homonymes, voir Fett.
Personnage de fiction apparaissant dans
Star Wars.
Jango Fett est un personnage de la saga cinématographique Star Wars. Chasseur de primes remarquable, il est parmi les plus réputés de sa profession, à tel point qu'il est recruté par les Kaminoens pour servir de modèle aux soldats clones de l'armée de la République galactique. En contrepartie, les généticiens lui donnent une grosse somme d'argent, ainsi qu'un clone non modifié qu'il élève comme un fils : Boba Fett.
Il est créé par George Lucas pour le scénario du film L'Attaque des clones sorti en 2002. Jango est interprété par l'acteur néozélandais Temuera Morrison.

## Univers
L'univers de Star Wars se déroule dans une galaxie qui est le théâtre d'affrontements entre les Chevaliers Jedi et les Seigneurs noirs des Sith, personnes sensibles à la Force, un champ énergétique mystérieux leur procurant des pouvoirs psychiques. Les Jedi maîtrisent le Côté lumineux de la Force, pouvoir bénéfique et défensif, pour maintenir la paix dans la galaxie. Les Sith utilisent le Côté obscur, pouvoir nuisible et destructeur, pour leurs usages personnels et pour dominer la galaxie.

## Histoire

### AvantL'Attaque des clones
Les origines du chasseur de primes Jango Fett ne sont pas connues, et bien qu'il arbore une armure mandalorienne, il n'a pas de lien avec Mandalore,.
Étant l'un des meilleurs chasseurs de primes de la Galaxie, sa réputation attire l’attention des Kaminoens qui, avec les conseils d'un dénommé Tyranus, décident de le recruter,. Le maître Jedi Sifo-Dyas était en secret venu passer une commande pour le compte de la République : une immense armée de clones,. Jango est utilisé comme modèle génétique pour cette armée,, cependant l'ADN utilisé, est légèrement modifié notamment afin de rendre les clones plus obéissants. En contrepartie, les généticiens de Kamino lui donnent une importante somme d'argent, ainsi qu'un clone non-modifié qu'il élève comme un fils : Boba Fett,.

### L'Attaque des clones
Jango devient l'homme de main de Dark Tyranus (alias le Comte Dooku). Il lui arrive de travailler avec Zam Wesell, comme pour l'assassinat de la sénatrice Amidala. Cette tentative échoue, et elle se fait capturer par les Jedi Obi-Wan Kenobi et Anakin Skywalker, obligeant le chasseur de primes à tuer sa collègue.
Parti se cacher sur Kamino, Jango est retrouvé par Obi-Wan qui enquêtait sur la tentative de meurtre de la sénatrice. Alors que le Jedi tente de l’arrêter pour l'interroger, il parvient à s'échapper avec son fils Boba à bord de son vaisseau, le Slave I,. Ils sont cependant rattrapés par le Jedi autour de Géonosis. Il s'ensuit un combat spatial dans les anneaux de la planète, à la fin duquel Obi-Wan se fait passer pour mort.
Peu après, les Jedi Obi-Wan et Anakin, et la sénatrice Amidala, sont capturés sur Géonosis, et condamnés à mort dans une arène de la planète. Ils parviennent cependant à s'échapper grâce à l'arrivée in extremis des Jedi menés par Mace Windu,. Durant le combat qui suit entre les forces séparatistes et les Jedi, le chasseur de primes réussit à tuer le maître Jedi Coleman Trebor,. Il rentre ensuite dans l'arène où il se retrouve face à Mace Windu. Le combat est cependant bref, le maître Jedi prend rapidement le dessus, et lui tranche la tête d'un coup de sabre laser.

### Héritage
Son fils Boba assiste à sa mort sur Géonosis,. Il choisit de suivre la même voie que son père, et devient chasseur de primes. Il hérite de tout son matériel, dont son armure mandalorienne, ainsi que son vaisseau, le Slave I. Haïssant les Jedi, il jure de se venger,.
La mort de Jango est la raison pour laquelle Boba tente à plusieurs reprises de tuer des Jedi, notamment dans la série The Clone Wars, et dans les films L'Empire contre-attaque et Le Retour du Jedi.

## Interprétation
Dans L'Attaque des clones, Jango Fett est interprété par Temuera Morrison. En français, il est doublé par Bruno Dubernat, et en québécois par Sylvain Massé.

## Adaptations

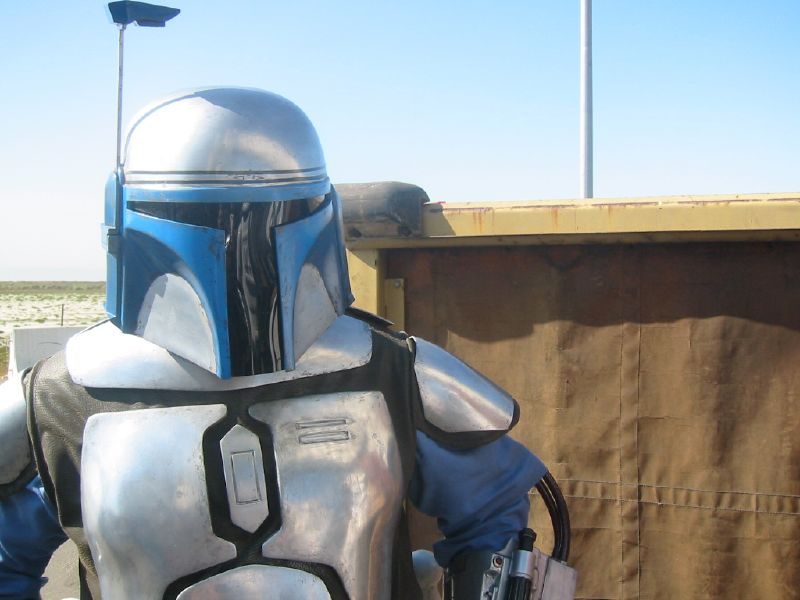
Cosplay du personnage de Jango Fett lors d'une cérémonie à l'aéroport international d'Oakland

En plus des novélisations en bande dessinée, en jeu vidéo, en roman, et en roman jeunesse de L'Attaque des clones, Jango Fett apparaît dans plusieurs produits dérivés de la saga Star Wars.

### Livres et bandes dessinées
Jango Fett apparaît dans les bandes dessinées Jango Fett, La Ballade de Jango Fett, et Jango Fett et Zam Wesell.
Il apparaît également dans la série de livres Star Wars Adventures : Jango Fett vs. The Razor Eaters, The Shape Shifter Strikes, et Warlords of Balmorra. On le retrouve aussi dans le livre Boba Fett : Apprenti mercenaire.

### Télévision
Jango Fett n'apparaît dans aucune série télévisée, mais il arrive qu'il soit mentionné dans The Clone Wars.
Dans l'épisode Le Complot de Mandalore, Obi-Wan Kenobi rencontre le premier ministre mandalorien Almec, le Jedi lui parle de Jango Fett, mais le premier ministre lui explique que le chasseur de primes n'a aucun lien avec la culture mandalorienne. Dans l'épisode Les Clones cadets, Lama Su explique à Shaak Ti que la mort de Jango était regrettable, son ADN devant désormais être recopié. Dans l'épisode suivant, Les ARC Troopers, le chasseur de primes apparaît dans un hologramme.

### Jeux vidéo
Jango Fett apparaît dans de nombreux jeux vidéo où il peut être incarné par le joueur. Dans Star Wars: Bounty Hunter, le joueur incarne le célèbre chasseur de primes qui est le personnage principal de cette aventure qui se déroule entre La Menace fantôme et L'Attaque des clones. Il fait aussi de brèves apparitions dans les jeux Lego Star Wars, ainsi que dans Star Wars: Battlefront II, Star Wars: Battlefront - Renegade Squadron, Star Wars: Jedi Starfighter, et Star Wars : Le Pouvoir de la Force.
Il apparaît aussi dans des jeux ne faisant pas partie de l'univers Star Wars. Ainsi, on peut le voir dans Tony Hawk's Pro Skater 4, il peut aussi être incarné dans Angry Birds Star Wars II.

### Figurines
Plusieurs figurines de Jango Fett ont été créées par Lego pour la collection Lego Star Wars dès 2002 à l'occasion de la sortie de L'Attaque des clones.

## Accueil
Selon le site internet IGN, Jango Fett est le 30e meilleur personnage de la saga Star Wars. Ses qualités étant qu'il est calme, qu'il peut être un redoutable adversaire au combat, et qu'il n'est pas sensible à la Force.